# Подводная лодка Т-9
Подводная лодка Т-9 — советский кинофильм, военная драма 1943 года производства Бакинской киностудии и киностудии Ленфильм.

## Сюжет
Великая Отечественная война. Советская подводная лодка Т-9 проходит через минные заграждения Финского залива и проникает во вражеский порт. Моряки начали топить транспортные суда противника, но вскоре узнали, что опоздали — вражеские войска и вооружения уже сгружены и направлены на фронт. Командир подводной лодки капитан третьего ранга Костров оказался в безвыходной для себя ситуации, когда боевое задание почти невыполнимо, но он обязан его выполнить — для него это вопрос чести или бесчестья. Помешать планам врага можно, только взорвав в горах железнодорожный мост через ущелье. Старший помощник Дамиров высказал идею высадки с этой целью десанта в бухте рядом с ущельем. Четырём подводникам во главе с замполитом удалось незамеченными добраться до моста и заминировать его, но затем и они, и мины были обнаружены охранявшими мост финскими солдатами, одному из которых удалось выстрелом перебить бикфордов шнур. Участвовавший в десанте командир торпедной части Чибисов попытался поджечь его ближе к заряду, но был ранен. Видя приближающийся эшелон, Чибисов пожертвовал собой и подорвал взрывчатку гранатой.
Возвращаясь на базу, подводная лодка потопила вражеский миноносец, затем была обнаружена и атакована самолётами, после чего легла на грунт. Затем место обнаружения лодки начали патрулировать противолодочные корабли противника. На третьи сутки ввиду истощения запасов кислорода Костров отдал приказ подняться на поверхность, чтобы принять бой, но вовремя поспевший на подмогу советский сторожевой корабль вынудил неприятеля срочно ретироваться. Экипаж лодки доложил о пяти потопленных кораблях противника.

## Создатели фильма

### В ролях
Олег Жаков — Костров
Исмаил Дагестанлы — Дамиров
Борис Чинкин — Чибисов
Виктор Шарханов — Минаев
Борис Байков — Сергеев
Казим Зия — Сорокин
Мирза Бабаев
Д. Александров
Александр Аллегров — Бенько

### Съёмочная группа
художественный руководитель: Григорий Александров
авторы сценария: Александр Штейн, Иоганн Зельтер
режиссёр-постановщик: Александр Иванов
оператор-постановщик: Николай Ренков, Мухтар Дадашев
художник-постановщик: Юрий Швец
композитор: Борис Зейдман
автор текста песни: Л. Зальцман
второй режиссёр: Николай Лещенко

## Факты
В роли подводной лодки Т-9 была снята подводная лодка С-15, проходившая на Каспии сдаточные испытания, и официально вошедшая в состав флота 21 января 1943 года.

## Критика
Незамеченным в военной суматохе остался интересный, умный и строгий приключенческий фильм 1943 года «Подводная лодка Т-9» с великолепной актерской работой Олега Жакова (слава Богу, спустя десятилетия фильм был показан по телевидению, его время от времени повторяют и в наши дни).— Киноведческие записки, № 60, 2002